# Торпедо-Виктория
«Торпе́до-Викто́рия» — российский футбольный клуб из Нижнего Новгорода. Основан в 1932 году. Расформирован в 2003 году

## Прежние названия
- 1932—1935 — ГАЗ
- 1936 — Автозавод им. Молотова
- 1937—1962, 1972, 1989—1995[1] — Торпедо
- 1962 — Чайка
- 1996 — Торпедо или Торпедо-Виктория (см. ниже)
- 1997—2003 — Торпедо-Виктория

## История
Впервые клуб принял участие во всесоюзном первенстве в 1936 году, в весеннем турнире в группе «Г» (4-м по силе дивизионе), где занял последнее место из пяти команд, проиграв все 4 матча. На следующий год также играл в группе «Г», став 10-м из 12-ти. В 1939—1940 гг. играл в группе «Б», оба раза финишировав в середине таблицы. После войны выступал во всесоюзных первенствах с 1945 по 1962 год включительно, в основном в низших лигах (второй и третьей по силе), оба сезона в высшей лиге (1951, 1954) завершились вылетом клуба. В 1963 году клубы «Торпедо» и «Ракета» (Сормово; в 1958—1961 гг. представляла Горький; также именовалась «Судостроитель», «Авангард», команда г. Горького) были объединены, вновь образованный клуб получил название «Волга». Следующее упоминание о «Торпедо» встречается только в 1972 году, когда клуб занял 3-е место в первенстве Горьковской области, а затем в 1989 году, когда торпедовцы стали вторыми в этом же турнире В 1995 году «Торпедо» выиграло чемпионат Нижегородской области, на следующий год повторило этот успех. В источниках существуют разночтения о том, как назывался клуб в 1996 году — «Торпедо» или «Торпедо-Виктория». Данных о событиях, связанных с клубом, между 1963 и 1972, между 1972 и 1989 — не найдено, но, по-видимому, как минимум в некоторые из этих периодов клуб функционировал, выступая в чемпионате области. В 1997 году клуб занял 4-е место в 4-й зоне третьей лиги, а на следующий год победил во втором дивизионе в зоне «Поволжье». В сезоне-1999 занял 19-е место из 22-х команд в первом дивизионе и вернулся во второй, где провёл два сезона, во втором из которых снялся после первого круга и остался предпоследним в итоговой таблице. В сезоне-2002 клуб был снят с Первенства КФК-«Приволжье» (провёл два матча, в ещё двух играх команде были засчитаны технические поражения; также сыграл два матча в кубке МФС «Приволжье»). В 2003 году клуб выступал в первенстве Нижегородской области (в высшей лиге), где занял 6-е место. О дальнейшей истории клуба и о нынешнем его состоянии данных нет.
В 1999—2002 годах команда играла на стадионе «Пионер» в Автозаводском районе, который был построен в 1999 году на месте старой школы на улице Краснодонцев и впоследствии в 2014 году снесён. В 1997, 1998 и 1999 годах играла также на стадионе «Северный».
Имелась вторая команда — «Торпедо-Виктория-2», в 1997—1999 годах играла в чемпионате Нижегородской области, а в 2000 году выступила в Первенстве КФК, заняв 20-е место из 24 команд в зоне «Поволжье».

## Достижения
- Кубок ВЦСПС: 1
  - 1936
- Чемпионат Нижегородской области: 2
  - 1995, 1996